# 国际素食日
世界無肉日，又称「國際素食日」是一個自1986年開始來源於印度的一個節日，定于每年的11月25日。當年就有超過950萬人响应該運動。